# ブラーケルの小娘
『ブラーケルの小娘』（ブラーケルのこむすめ、Dat Mäken von Brakel, KHM 139）は、『グリム童話』に収録されている作品である。アールネ・トンプソンのタイプ・インデックス1476A、「像の母に祈る」に分類される。

## あらすじ
ブラーケルの小娘が、あるときヒンネン城の下の聖アンナの御堂に行った。娘は殿御が欲しくてたまらないが、御堂には自分のほかに誰もいないと思い、聖アンナに殿御を下さるようお願いした。ところが、その後ろに立っていた坊さんが怖い声で、殿御は授からないとどなりつけた。小娘は聖アンナのかたわらの少女マリアがしゃべったと勘違いし、おふくろに聞いてるんだ、とどなり返した。
| スタブアイコン | サブスタブ | この項目は、まだ閲覧者の調べものの参照としては役立たない、文学に関連した書きかけの項目です。この項目を加筆・訂正などしてくださる協力者を求めています（P:文学、PJ:ライトノベル）。項目が小説家・作家の場合には{Writer-substub}を、文学作品以外の本・雑誌の場合には{Book-substub}を貼り付けてください。 |